# Question!
Question! (рус. Вопрос!) — второй сингл группы System of a Down из их четвёртого альбома Mezmerize, который сосредотачивается на жизни после смерти. Премьера состоялась 12 июля 2005 года.

## Особенность музыки
«Question!» написана в ключе E minor — несколько необычном ключе для System of a Down, которые обычно используют Cm, C#m и F#m. Формально песню можно отнести к жанру математический рок, так как в ней используются четыре разных музыкальных размера (5/4, 9/8, 3/4 и 4/4), что делает её сложной для восприятия и исполнения. Вступление на акустической гитаре и часть куплета играются в 9/8 и выражены как 3 + 2 + 2 + 2 (это выражение предполагает наличие гемиолы, и, по сути, это 4/4 с дополнительной восьмой нотой в первом такте). Припев на небольшой промежуток времени переключается на 3/4, когда Танкян поёт «Are you dreaming?». Гитарный мотив после акустического вступления исполняестся в 5/4. Этот же размер появляется на протяжении всей песни. Первый и второй припевы в размере 3/4. Третий припев и тяжёлое тремоло, исполняемое ближе к концу, — в 4/4. Серж Танкян играет на акустической гитаре во вступлении и на заднем плане, позади ведущего гитариста Дарона Малакяна.

## Клип
Видеоклип был выпущен 5 августа 2005 года на MTV и веб-сайте группы. Вводная сцена видео, показывает мальчика с седым цветом волос, одеждой, и кожей, стреляющим в иволгу из рогатки. В этой точке видео переключается на эпизод, где группа на сцене исполняет музыку для пьесы. Пьеса основана на теме жизни, смерти и перевоплощения двух возлюбленных: мужчина в тёмном костюме и женщина в красном платье, которых показывают и как детей, и как взрослых. Когда музыка достигает кульминационного момента, смерти женщины и криков мужчины. Видео заканчивается эпизодом, где женщину подвергают эвтаназии, и это сопровождается видом новорождённого ребёнка, обёрнутого в красную ткань. Красный цвет является главной составляющей в видео, связывает вместе птицу, девочку, женщину, и ребёнка в цикле рождения.
Шаво Одаджян записал видео после того как увидел идею данного клипа во сне, который показался ему кошмаром. До этого сна он не имел никаких намерений записать видео к этой песне. Он не хотел никакой специальной обработки сюжета, так как он предложил свою идею анонимно. Также Шаво в его сне первоначально видел себя и согруппников на сцене в течение одного оперного эпизода вместе с аудиторией, но решил не делать это в видео, потому что это напомнило ему о группе хип-хопа Outkast и клипа на их песню «Hey Ya», и ему не захотелось повторять эту идею.

## Список композиций

### Question! (Промосингл)
| №  | Название    | Текст песни | Музыка                     | Длительность |
| -- | ----------- | ----------- | -------------------------- | ------------ |
| 1. | «Question!» | Серж Танкян | Серж Танкян, Дарон Малакян | 3:20         |

### Question! (Сингл)
| №  | Название                    | Текст песни | Музыка                      | Длительность |
| -- | --------------------------- | ----------- | --------------------------- | ------------ |
| 1. | «Question!»                 | Серж Танкян | Серж Танкян, Дарон Малакян  | 3:24         |
| 2. | «Sugar» (Концертная запись) | Серж Танкян | Шаво Одаджан, Дарон Малакян | 4:00         |

### Question! (UK Enhanced сингл) / Hypnotize Value Added (Best Buy Exclusive-U.S.)
| №  | Название                                                | Текст песни                | Музыка                     | Длительность |
| -- | ------------------------------------------------------- | -------------------------- | -------------------------- | ------------ |
| 1. | «Question!»                                             | Серж Танкян                | Серж Танкян, Дарон Малакян | 3:20         |
| 2. | «Forest» (запись с концерта Big Day Out 2005)           | Серж Танкян                | Дарон Малакян              | 5:11         |
| 3. | «Prison Song» (запись с концерта Big Day Out 2005)      | Серж Танкян, Дарон Малакян | Дарон Малакян              | 3:27         |
| 4. | «Question!» (запись с концерта Hurricane Festival 2005) | Серж Танкян                | Серж Танкян, Дарон Малакян | 3:25         |

### Question! (DVD сингл)
| №  | Название                                            | Текст песни                | Музыка                      | Длительность |
| -- | --------------------------------------------------- | -------------------------- | --------------------------- | ------------ |
| 1. | «Question!» (клип)                                  | Серж Танкян                | Серж Танкян, Дарон Малакян  |              |
| 2. | «B.Y.O.B.» (клип)                                   | Дарон Малакян, Серж Танкян | Дарон Малакян               |              |
| 3. | «Sugar» (запись с концерта Big Day Out 2005,)       | Серж Танкян                | Шаво Одаджан, Дарон Малакян |              |
| 4. | «B.Y.O.B.» (запись с концерта London Astoria 2005,) | Дарон Малакян, Серж Танкян | Дарон Малакян               |              |